# Vestre Aker
Vestre Aker is een stadsdeel van Oslo, gelegen in het noordwesten van de stad. In 2011 telde het 44.320 inwoners. Het gebied beslaat een oppervlakte van 16,6 vierkante kilometer. Vestre Aker was tot 1948 een zelfstandige gemeente. Sinds hervormingen op 1 januari 2004 maken de voormalige stadsdelen Røa en Vinderen deel uit van Vestre Aker.
Vestre Aker bestaat uit de volgende wijken:
- Holmenkollen
- Røa
- Sørkedalen
- Smestad
- Tryvann
- Vinderen

## Bekende personen uit Vestre Aker
- Christian Krogh (1852-1925), schilder en schrijver
- Asbjørn Nilssen (1875-1958), skispringer
- Ole Lilloe-Olsen (1883-1940), Olympisch schutter
- Laila Schou Nilsen (1919-1998), sportvrouw